# Ludwig Derleth

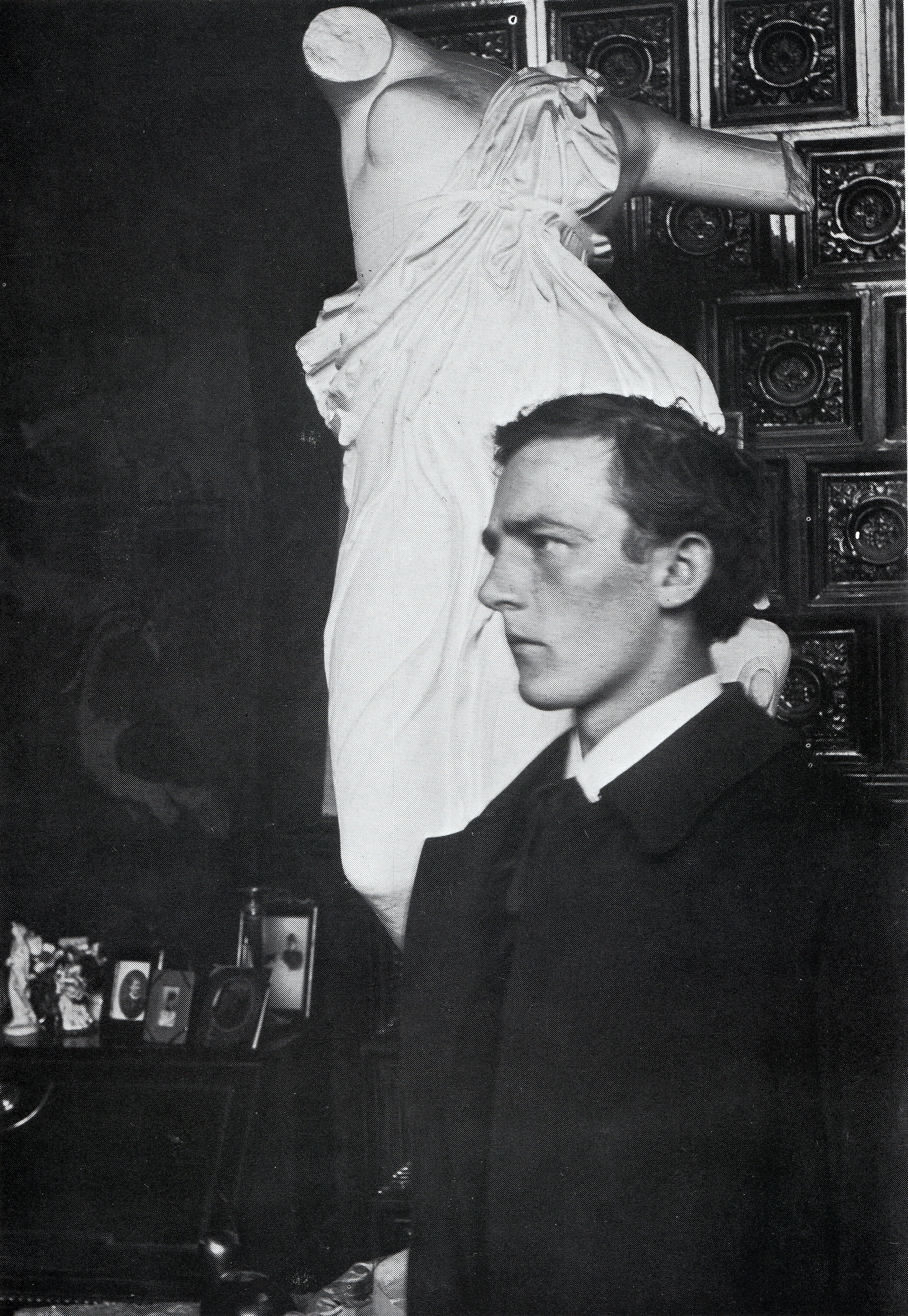
Ludwig Derleth, Paris, 1900

Ludwig Benjamin Derleth (* 3. November 1870 in Gerolzhofen; † 13. Januar 1948 in San Pietro di Stabio, Schweiz) war ein deutscher Schriftsteller.
Nach seinem Studium der Philosophie und Literaturwissenschaft war Derleth zunächst als Gymnasiallehrer für alte Sprachen tätig. Während seiner Jahre in München kam er mit dem George-Kreis in Berührung und gehörte auch dem Kosmikerkreis um Alfred Schuler und Ludwig Klages an. Später lebte er als freier Schriftsteller in Rom, Basel, Perchtoldsdorf bei Wien und ab 1935 im Tessin, wo er 1948 starb.
Von 1920 bis zu seinem Tode hatte er einen regen Briefwechsel mit Olga Fröbe-Kapteyn.
Die Ludwig-Derleth-Realschule in seiner Geburtsstadt Gerolzhofen ist nach ihm benannt. Auch die Straße, in der sein Geburtshaus steht, wurde nach ihm umbenannt.

## Werk
Als Lyriker veröffentlichte er zunächst in den Blättern für die Kunst und in der Zeitschrift Pan. Sein leidenschaftliches Bemühen zielte auf eine neue hierarchische Ordnung eines „gereinigten“ katholischen Christentums, das er in seinen 1904 veröffentlichten Proklamationen in der stilistischen Nachfolge von Nietzsches Also sprach Zarathustra mit revolutionärem Pathos verkündete. Sein Hauptwerk Der fränkische Koran (1932) ist ein großangelegter „Weltgesang“ von der „Pilgerfahrt der Menschenseele von Gott zu Gott“, ein Lebens- und Glaubensbuch, an dem er fast 40 Jahre arbeitete.

Weitere Veröffentlichungen: Die Lebensalter, Gedichte (1937) Seraphinische Hochzeit (1939) und Der Tod des Thanatos (1945).

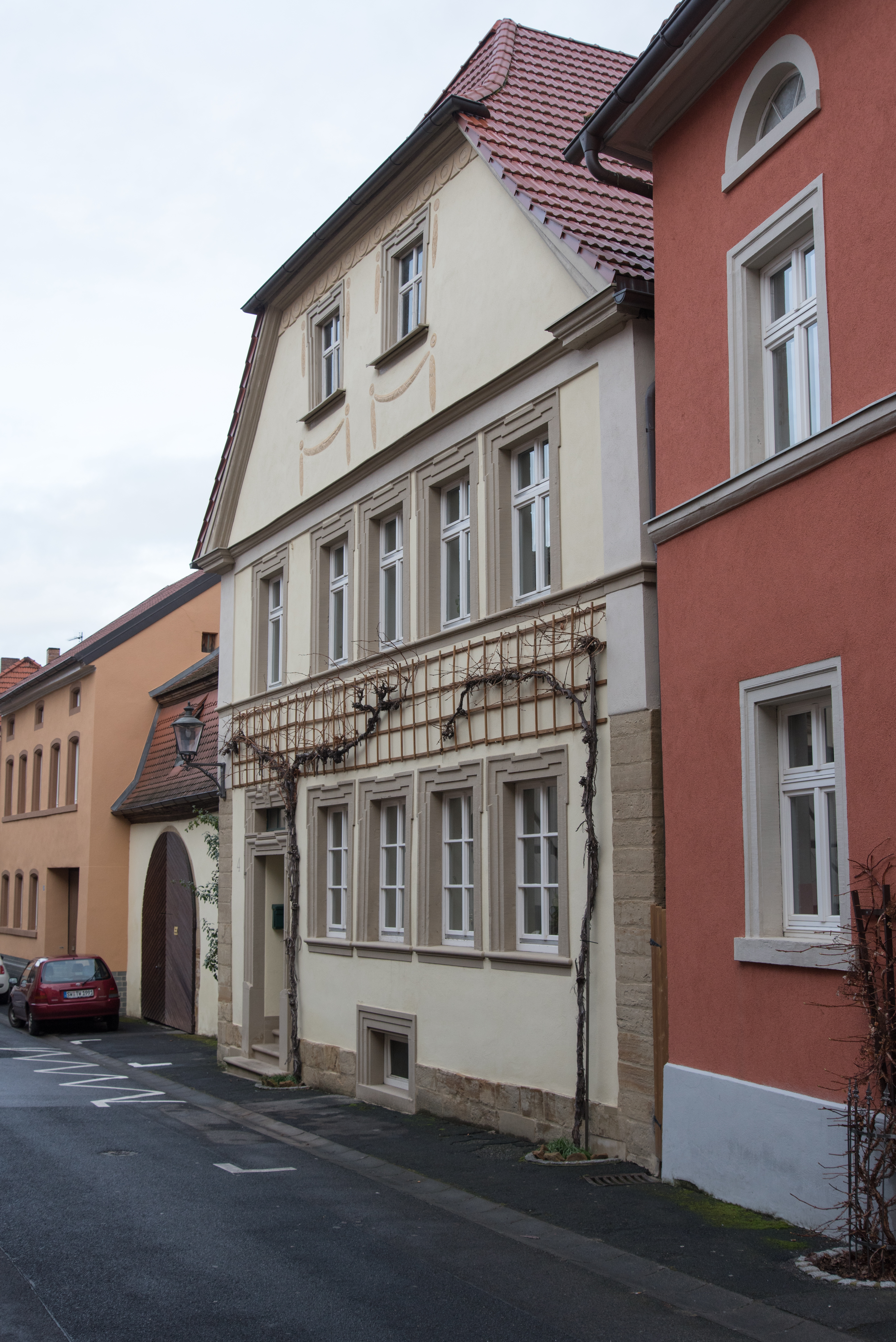
Geburtshaus in Gerolzhofen

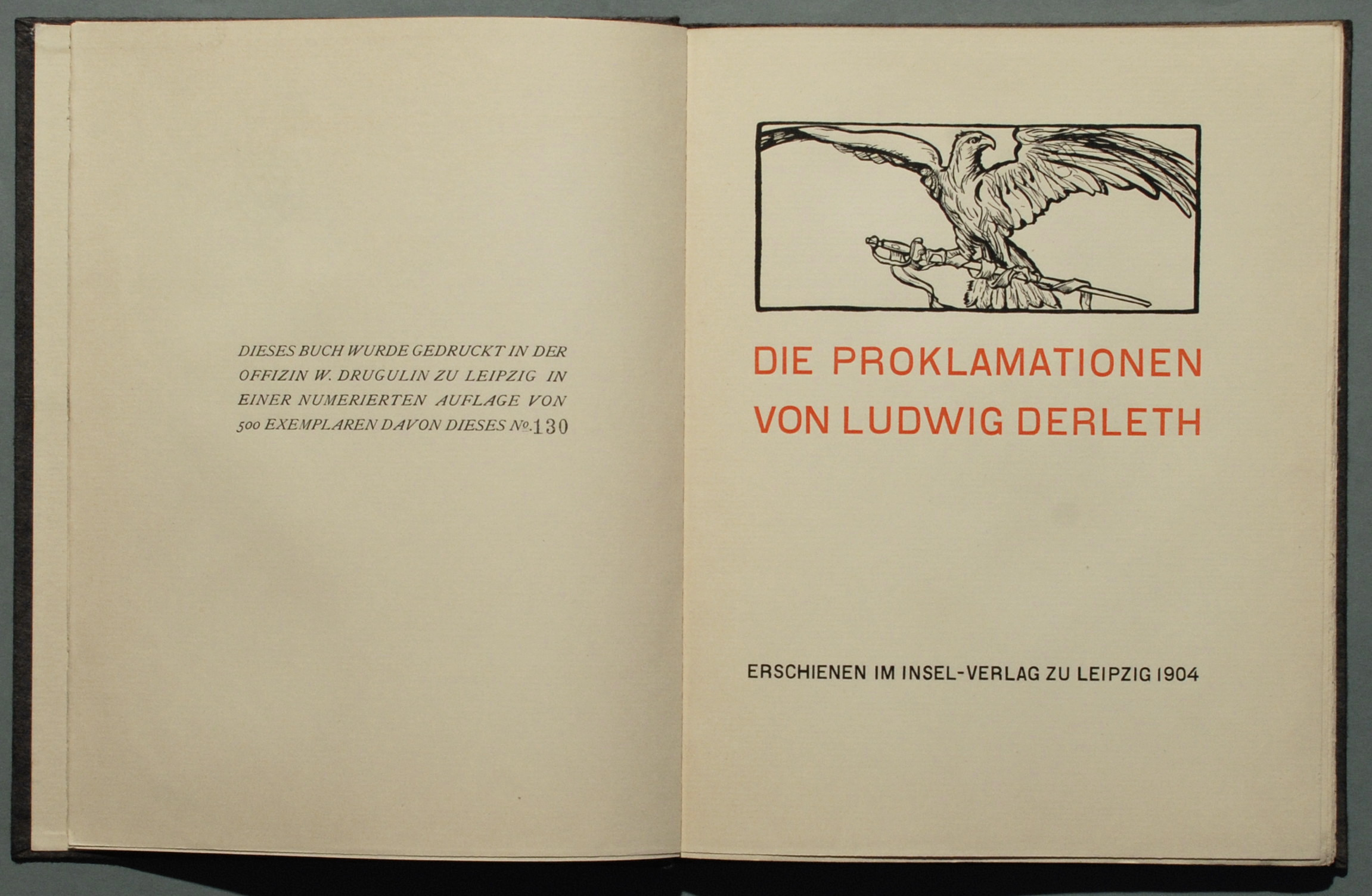
Ludwig Derleth, Die Proklamationen, Titelblatt der Erstausgabe

Vermutlich diente Derleth Thomas Mann als Vorlage für Figuren in dessen Novellen Beim Propheten und Gladius Dei sowie in dessen Roman von 1946 Doktor Faustus.